# Væggerløse Kirke
Væggerløse Kirke ligger i Væggerløse ca. 7 km SSØ for Nykøbing Falster (Region Sjælland). Kirken er bygget i romansk stil

## Historie
I middelalderen var kirken katolsk viet til Sankt Olaf

## Eksterne kilder og henvisninger
- Væggerløse Kirke Arkiveret 31. januar 2011 hos  Wayback Machine på nordenskirker.dk
- Væggerløse Kirke på KortTilKirken.dk
- Væggerløse Kirke på danmarkskirker.natmus.dk (Danmarks Kirker, Nationalmuseet)

- Wikimedia Commons har flere filer relateret til Væggerløse Kirke